# Longaniza

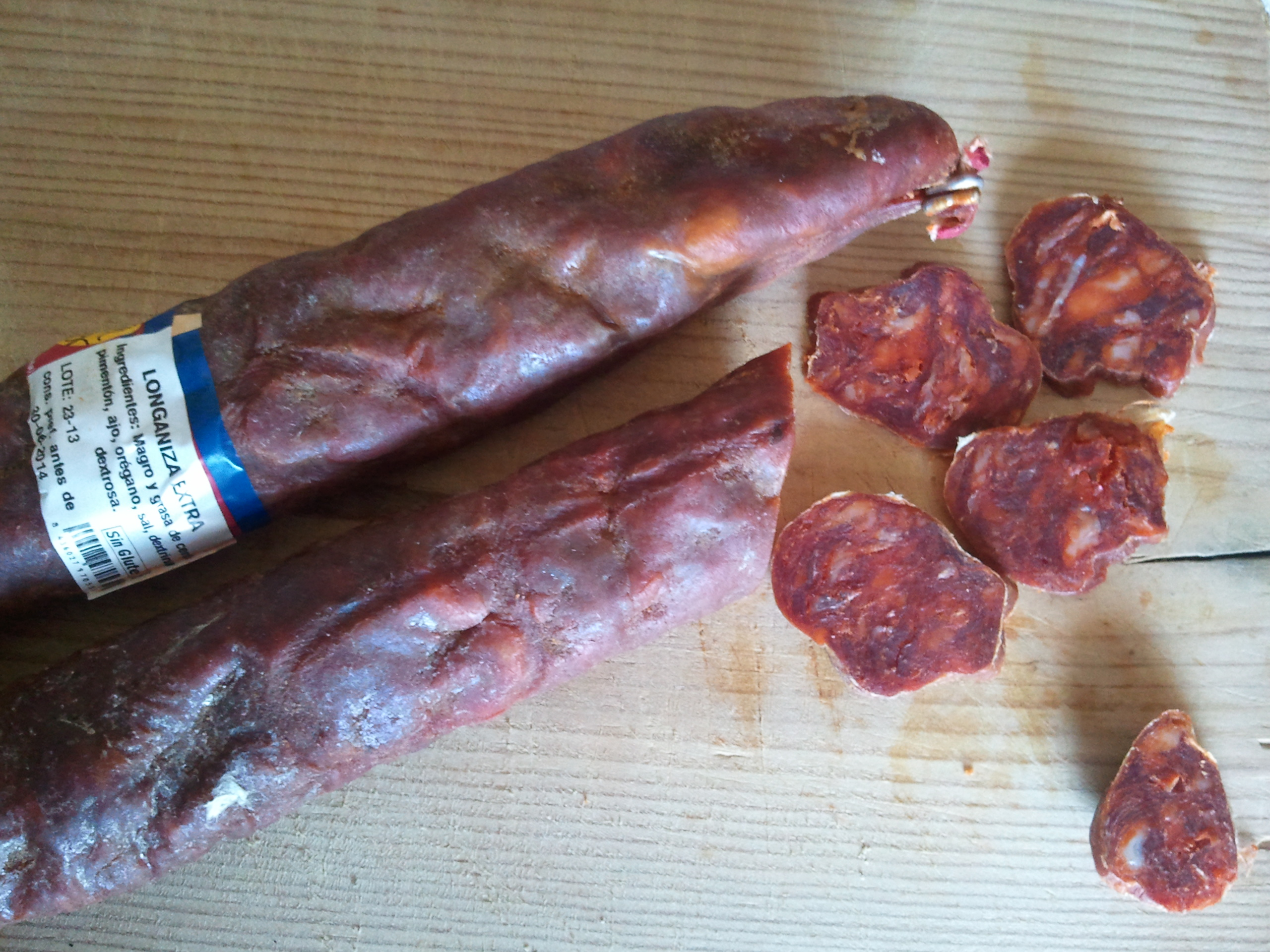
Longaniza castellana.

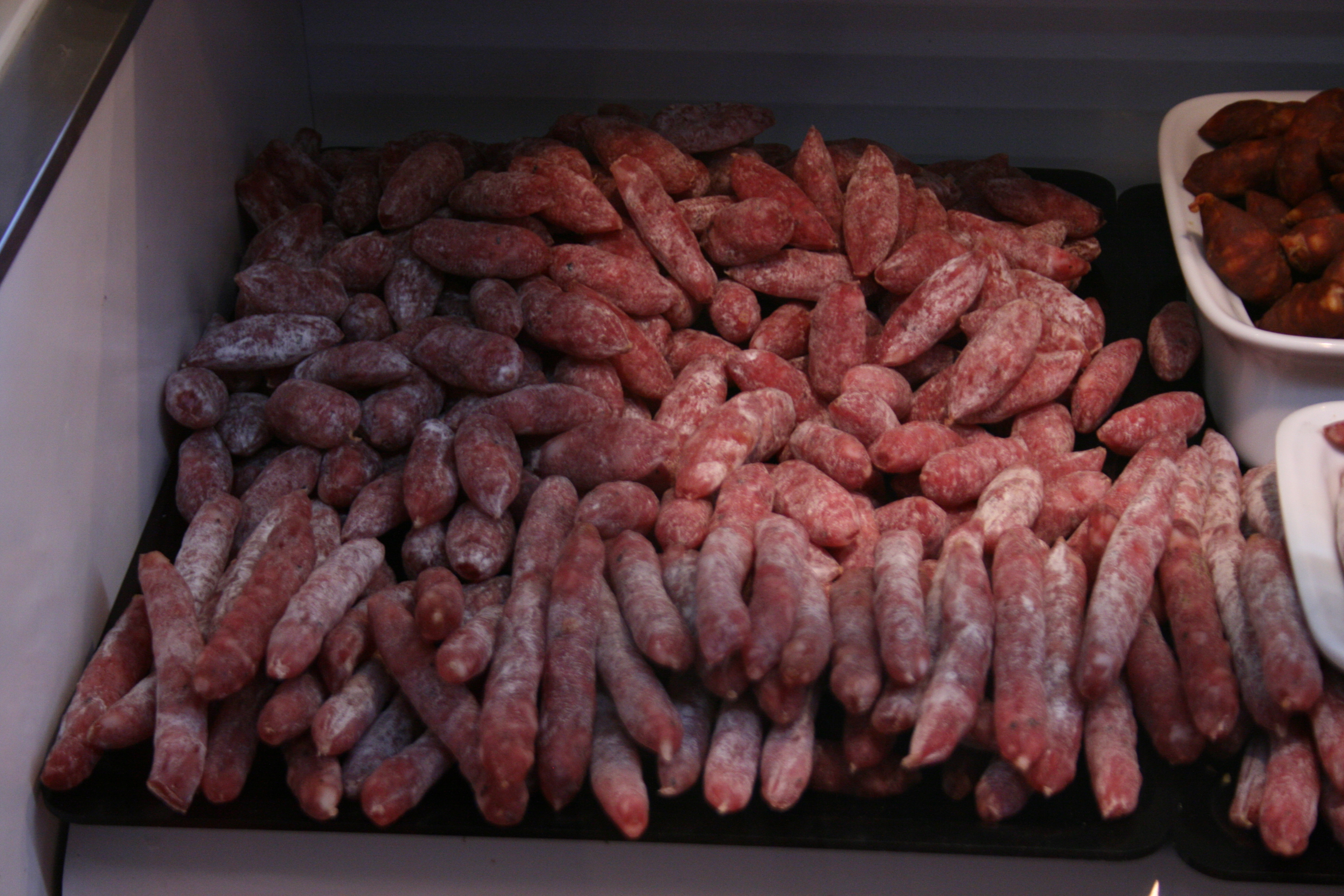
Timba de fuets.

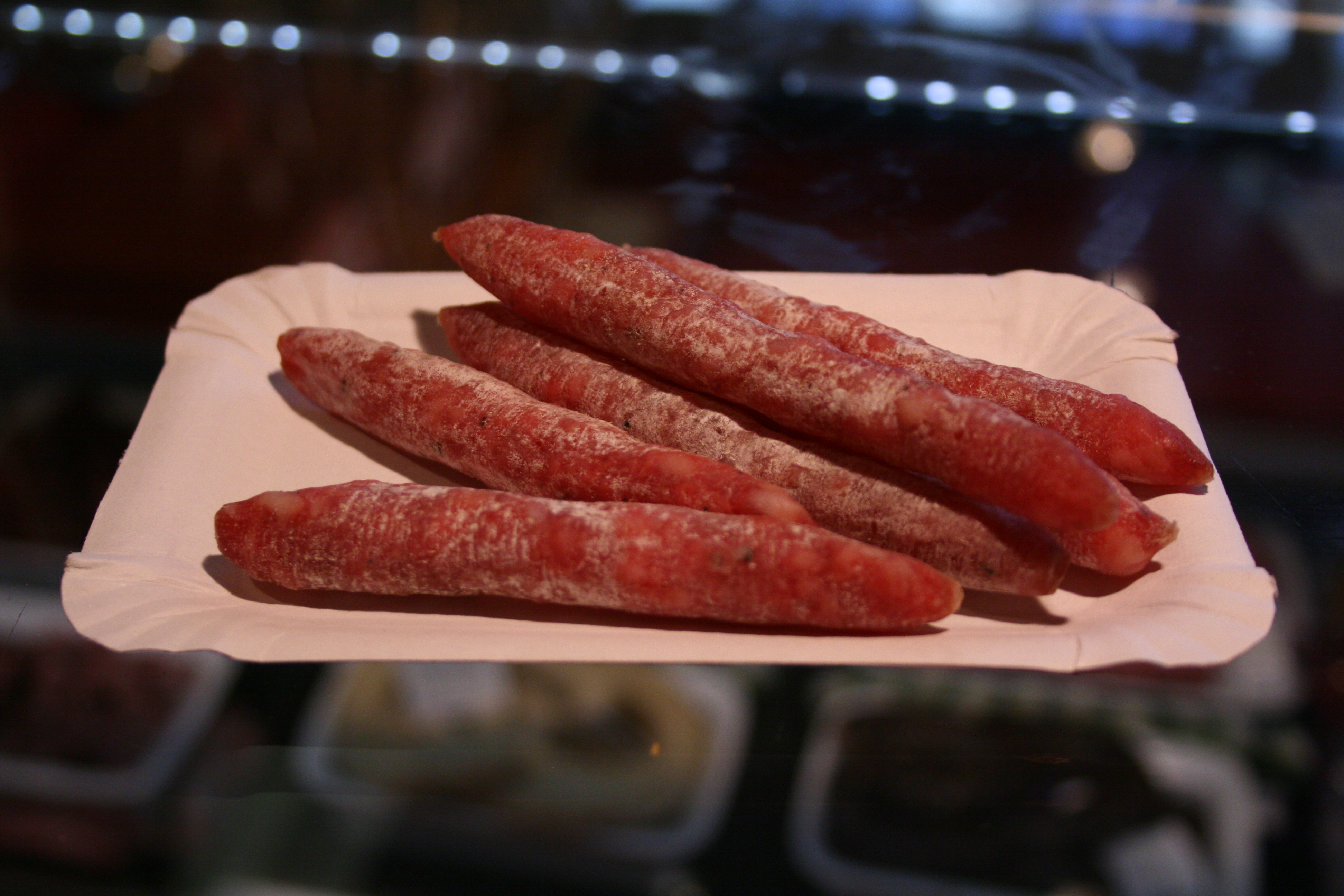
Bandeja de fuet.

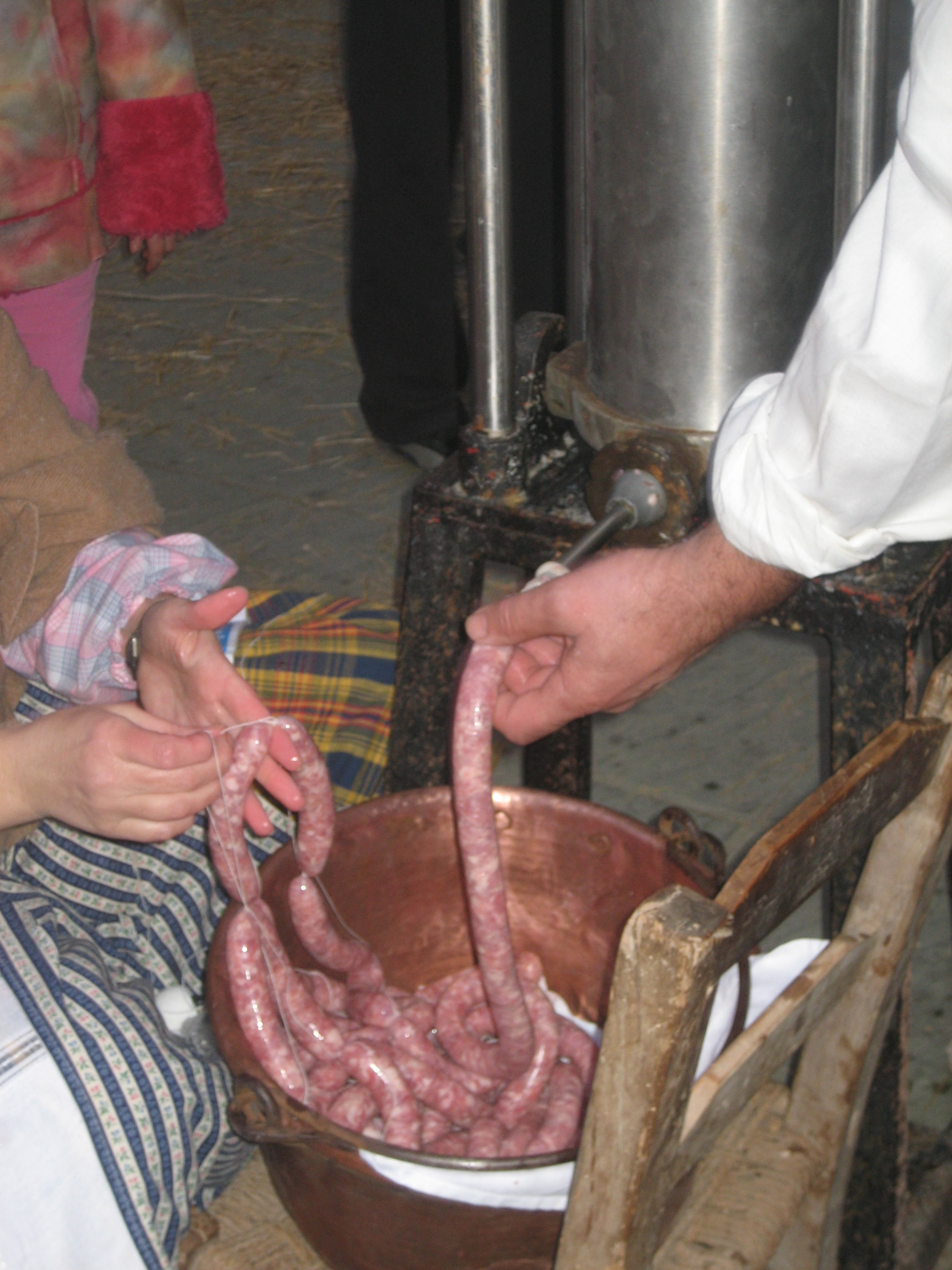
Producción tradicional de longanizas durante la feria "Suera Obert Museu" de Sueras.

La longaniza es un embutido largo originario de España, relleno de carne de cerdo picada. Se elabora en diversos países, como Argentina, Chile, Colombia, Ecuador, España, Paraguay, Panamá (donde se conoce como choriza), Perú, Uruguay y Venezuela, y también en el resto de América desde el sur de Estados Unidos, México, El Caribe y Centroamérica. También se elabora en Filipinas.

## Composición
Está compuesto por el intestino de cerdo relleno de una mezcla de carne picada condimentada con especias. En muchos lugares se ha sustituido la tripa (intestino) natural de cerdo por una envoltura sintética. Se caracteriza por ser un embutido largo y angosto. En algunos lugares de España se le da el nombre de vuelta o choriza (Zamora). El nombre de "vuelta" deriva de la costumbre de doblar la longaniza 180 grados, de tal manera que dé la vuelta y se junten ambos extremos. Puede comerse cruda (una vez que se ha dejado curar, es decir, secar al aire durante varios meses), o bien frita si es fresca (recién hecha). En la provincia de Ávila está compuesta de magro de cerdo de primera, grasa de cerdo, pimentón, ajo, orégano, y sal. Por ello tiene un aspecto rojizo parecido al del chorizo  más que al del salchichón.

## Variantes

### España
- Longaniza de Aragón Aragón: la longaniza de Aragón es uno de los embutidos tradicionales, está compuesta por carne de cerdo bien picada (la de Aragón ha de tener como mínimo el 70% de magro y panceta, un 30% como máximo de papada o tocino), algo de pimienta, sal, ajo, vinagre, orégano, nuez moscada, comino, tomillo, anís o vino oloroso, clavo y otras especias naturales, estas pueden variar según las tradiciones o el gusto del consumidor. Además la longaniza se puede cocinar de muy diversas formas: a la brasa, fritas, combinadas con otros productos, etc. La longaniza elaborada en Aragón ha de tener como mínimo entre 20 y 70 cm de largura, con forma de herradura y embutida en tripa natural de cerdo (de entre 30 y 49 mm de calibre). La longaniza de Graus, junto con la de Binéfar (Huesca) es reconocida en su entorno como una de las mejores. La longaniza fresca de Fuentes de Ebro (Zaragoza), con su toque de canela y anís, es básica para la receta de huevos al salmorejo. En Aragón, la longaniza fresca se conserva en "parras" de arcilla, tras ser ligeramente frita en manteca de cerdo, que luego cubre los trozos de embutido, preservándolos del aire.

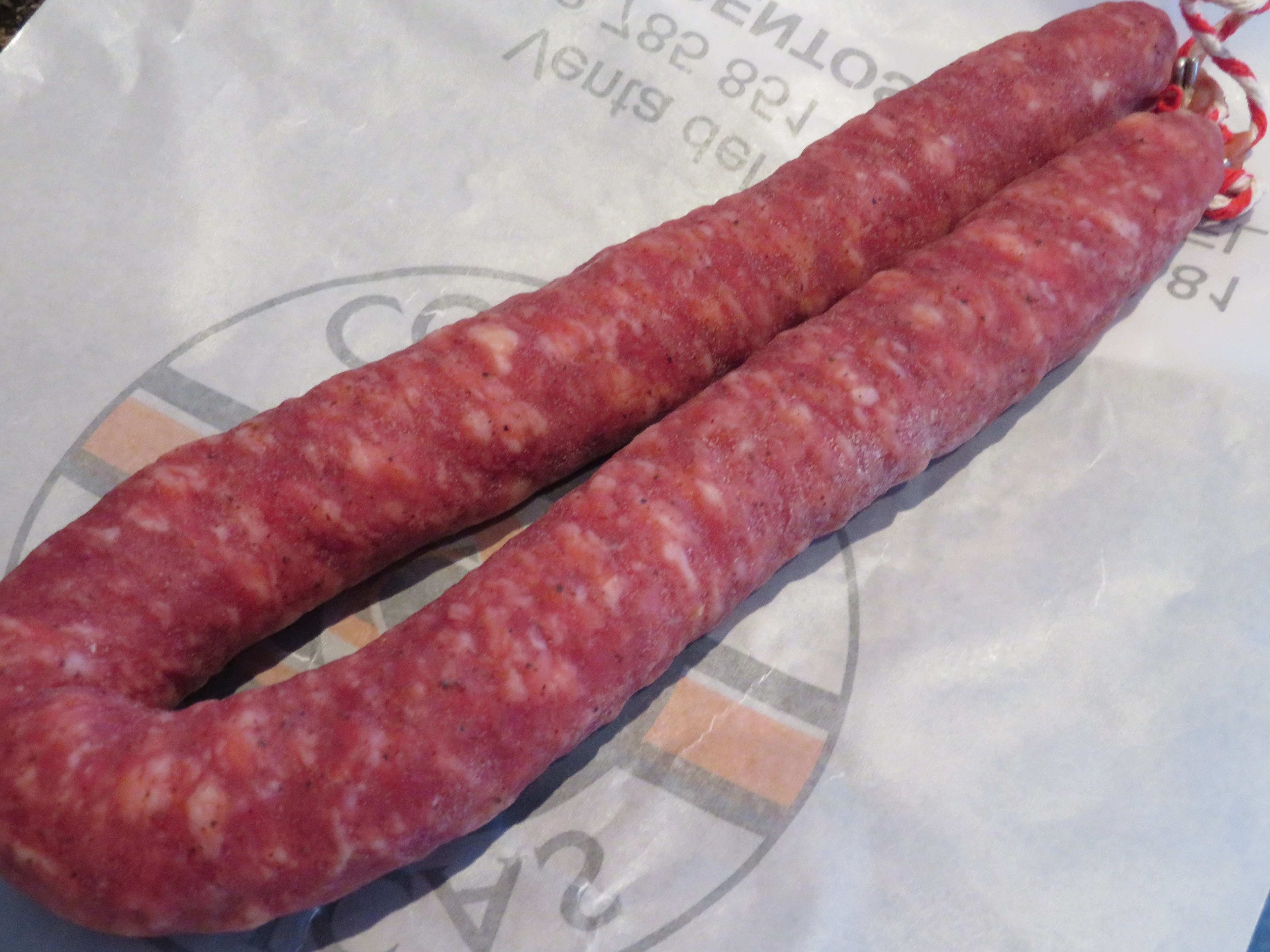
Longaniza de Aragón

- Navarra: la más afamada sea quizás la de la cuenca de Pamplona. El relleno es una morcilla blanca, ya que en lugar de sangre, lleva huevo, arroz cocido, azafrán, perejil, tocino a dados finos y especias. Está embutida en tripa natural o artificial y su sabor suave con ligeros matices, resulta un tanto pastoso. Es un producto ligado a las fiestas de los pueblos aunque podemos adquirirlo durante todo el año, si bien su temporada natural es en invierno. Se comercializa en fresco y se consume frito, a veces acompañado de salsa de tomate, y, también se puede utilizar para rellenar asados y verduras.

- Catalana:, la llonganissa , el espetec, el tastet, la secallona, el fuet y la somalla son diferentes embutidos tipo longaniza seca típicos de la gastronomía de esta región. Están hechos de carne magra de cerdo y panceta picada, adobada con pimienta negra y sal, exclusivamente, y embutida en intestino delgado de cerdo o intestino cular en el caso de la llonganissa. Durante el proceso de reposo es habitual que se formen unas manchas blancas que lo recubren debido a que se suele enharinar el embutido. Puede ofrecer muchos sabores distintos en función del proceso de secado que haya pasado y la calidad de carne y la pimienta empleadas. Se puede comer cuando está tierno (caso de la "sumalla") o esperando un tiempo, cuando se endurece en su justo punto, caso de la llonganissa, el fuet o la secallona. Se pueden conservar varios meses en una despensa. Actualmente, el centro geográfico de la creación de la longaniza es la comarca de Osona, que usa cerdos de la comarca para su elboración, pero se hace en toda Cataluña. La variante más gruesa y de mejor calidad de este tipo de embutido se llama llonganissa de Vic o salchichón de Vic en castellano. El fuet, la somalla, la secallona o el espetec son embutidos de menor calidad y aprecio, pero de gran popularidad debido a la masiva introducción del fuet industrial en el mercado español por un conocido industrial charcutero de Gurb (Osona), el señor Tarradellas. La longaniza fresca, muy popular en Cataluña, que se toma frita o cocinada a la brasa, toma el nombre de butifarra o butifarra de la bona, llonganissa de la bona o llonganisseta, según las comarcas. Estas se pueden elaborar añadiéndoles distintos ingredientes como setas, escalivada, o azúcar o miel como la butiffarra dolça de Gerona. La butifarra o longaniza cruda es un ingrediente básico para elaborar uno de los platos más conocidos de la gastronomía catalana: mongetes amb butifarra o seques amb butifarra.

- Valenciana: a la longaniza se la llama llonganissa, se toma frita, a la plancha o a la brasa, ya que es un embutido fresco, pero también se puede dejar secar y tomarla cruda sobre todo en las fiestas de Pascua, llamándose por eso "longaniza de Pascua". Su longitud está en torno a diez centímetros y en su elaboración se pueden incluir semillas de anís como aromatizante.

- De Avilés (Asturias-España). La Longaniza de Avilés es una marca registrada que elaboran desde los años setenta a raíz de la llegada a la fábrica que la comercializa de un trabajador alemán que introdujo la preparación y que se combinó con las técnicas tradicionales asturianas, dando origen a este embutido que, hoy en día es parte ya de la gastronomía de la ciudad.[1]

### Hispanoamérica
- Chile: en Chillán y en San Carlos es característica la fabricación de la longaniza, longanicilla, del chorizo y choricillo, debido a la fuerte inmigración que recibió el país de españoles durante fines del siglo XIX y comienzos del XX. En ese País, se conoce al Club Deportivo Ñublense de Chillán, como la Longaniza Mecánica.

- Caribe: la longaniza española fue adaptada para incorporar ingredientes tropicales. En Santo Domingo, desde la época de la colonia se adoba la carne picada del cerdo con zumo de naranjas agrias o limón, ajo, orégano y sal, y, tras embutirse en tripa de cerdo, se deja secar al sol por varios días, para luego comerse frita en su propia grasa o en aceite vegetal. La calidad varía enormemente, puesto que la mayoría de la longaniza es producida artesanalmente o es casera. La de mejor calidad regularmente posee al menos un 70% de carne magra.

- México: en el sureste de México, la ciudad de Valladolid en el estado de Yucatán es famosa por sus longanizas hechas con carne de cerdo y res con achiote. La característica principal de estos embutidos es que son ahumados con leña del árbol denominado Jabín y sus hojas, lo que les da un intenso sabor característico. Se sirve con cebolla morada asada, naranja agria, cilantro y chile habanero.[2]

- Ecuador: En Ecuador es tradicional en la provincia de Manabí, en localidades como Portoviejo, Santa Ana y Chone, la ahúman en hornos de leña tradicionales de la región y se sirve acompañado de arroz con fréjol. Así mismo, es tradicional en la Provincia de los Ríos con una variante más autóctona de la región en comparación a la de Manabí, y es servida frita en trozos de aproximadamente 4 cm. acompañada de arroz y pure de papas. Mientras que al sur del país en la provincia de Loja, donde la sirven con mote o yuca.

- Colombia: en Colombia, en el departamento de Boyacá es muy apreciada la longaniza de Sutamarchán. Por su parte, en Duitama se consume la llamada "longaniza roja", variante similar pero teñida con colorante rojo.[3]

- Uruguay: En Uruguay la longaniza suele ser, junto con el salame, el embutido característico de la picada.

- : en Venezuela es poco común la longaniza, sin embargo es muy popular en la población de Sanare en el estado Lara, donde es consumida como relleno de arepas. Por lo general se suele sustituir por chorizo.

## La longaniza en la literatura
- En la obra de la literatura española, El Lazarillo de Tormes, se hace alusión a este alimento: estábamos en Escalona, villa del duque della, en un mesón, y diome un pedazo de longaniza, que le asase.